# Absceso del psoas
El absceso del psoas es una enfermedad infecciosa que se presenta de manera poco frecuente. Suele ser de diagnóstico tardío, porque se presenta con síntomas inespecíficos.

## Epidemiología
Pueden dividirse en dos categorías: primarios y secundarios. Los primarios resultan de diseminación hemática o linfática de un foco lejano, son más frecuentes en menores de 20 años y se asocian al uso de uso de drogas parenterales o inmunosupresores. Los secundarios son provocados por extensión directa de un foco vecino, son más frecuentes en países desarrollados y se dan en mayores de 10 años.

## Causas
Su etiología se desconoce con exactitud. Se cree que se debe a traumas que comprometan el movimiento de flexión-extensión del muslo sobre la cadera, en el que participa el psoas. El músculo psoas se localiza en la pelvis, va de las vértebras al fémur, es grueso, y permite la marcha. El microorganismo implicado más frecuentemente en la actualidad es el Staphylococcus aureus.

## Clasificación
El absceso del psoas puede ser primario o secundario, según su distribución:
- El primario, por diseminación hematógena (desde la sangre)
- El secundario por propagación desde un foco contiguo (gastrointestinal, urinario, traumatismo, etc.).

## Cuadro clínico
Se presenta con dolor durante la marcha, aumenta con la flexión del muslo sobre la cadera. El paciente sufre de fiebre, malestar general, astenia y adinamia. Hay dolor a la puño-percusión de la región lumbar. En los niños se presenta como cojera aguda con fiebre.

## Diagnóstico
Los exámenes que se practican, que son el cuadro hemático, la ecografía abdomino-lumbar o la tomografía axial computada, detectan la colección purulenta.

## Tratamiento
El manejo es médico-quirúrgico, se inician antibióticos como la ampicilina/sulbactam puede hacerse un drenaje percutáneo guiado por imágenes o se practica incisión en flanco, disección extraperitoneal, hasta el psoas y drenaje con colocación de un dispositivo específico.

## Pronóstico
El pronóstico es bueno, si el tratamiento se instaura con prontitud.